# Salpis
Salpis là một chi bướm đêm thuộc họ Geometridae.

## Các loài
- Salpis aenea
- Salpis albipunctaria
- Salpis antennata
- Salpis batiola
- Salpis brevis
- Salpis carneitincta
- Salpis chilenaria
- Salpis clarkei
- Salpis crepera
- Salpis decora
- Salpis dentilineata
- Salpis desolata
- Salpis eudora
- Salpis falcata
- Salpis felderi
- Salpis gentilii
- Salpis glabra
- Salpis globosa
- Salpis gutta
- Salpis infelix
- Salpis inornata
- Salpis interrupta
- Salpis lancea
- Salpis lata
- Salpis mutabilis
- Salpis nigrivenosa
- Salpis occulta
- Salpis orbifera
- Salpis penai
- Salpis pisinna
- Salpis puechi
- Salpis recta
- Salpis rubens
- Salpis scodionata
- Salpis sticte
- Salpis synopsioides
- Salpis tessera
- Salpis tuberata
- Salpis tumida
- Salpis unda
- Salpis venosa
- Salpis virgata